# HD 182239
HD 182239，又名BD+14 3896，SAO 104779、HR 7357，是一颗恒星，视星等为6.64，位于銀經49.78，銀緯-0.07，其B1900.0坐标为赤經19h 18m 34.2s，赤緯+14° -0.07′ 44″。